# Gavril Coroescu
Gavril Coroescu (n. 1878, Sălașu de Jos, județul Hunedoara – d. 1959, Sălașu de Jos, județul Hunedoara) a fost un deputat în Marea Adunare Națională de la Alba Iulia, organismul legislativ reprezentativ al „tuturor românilor din Transilvania, Banat și Țara Ungurească”, cel care a adoptat hotărârea privind Unirea Transilvaniei cu România, la 1 decembrie 1918 :p. 199.

## Biografie
A urmat școala primară, iar mai târziu a luat parte la război și la formarea Gărzii Naționale Române din Sălașu de Jos. După Unire, a devenit epitrop și cântăreț la biserică :p. 199.  

## Activitatea politică
Ca deputat în Adunarea Națională din 1 decembrie 1918 a fost delegat al Cercului electoral Hațeg :p. 199.	